# أماندا مارشال
أماندا مارشال (بالإنجليزية: Amanda Marshall) (و. 1972  م) هي مغنية، ومغنية مؤلفة كندية، ولدت في تورونتو.
.

## التعليم
تعلمت في المعهد الموسيقي الملكي ‏.

## وصلات خارجية
- أماندا مارشال على موقع IMDb (الإنجليزية)
- أماندا مارشال على موقع ميوزك برينز (الإنجليزية)
- أماندا مارشال على موقع أول ميوزيك (الإنجليزية)
- أماندا مارشال على موقع ديسكوغز (الإنجليزية)
- أماندا مارشال في قاعدة بيانات الأفلام على الإنترنت